# Bibliometro (Lima)
Bibliometro de Lima es un programa de biblioteca de la Municipalidad Metropolitana de Lima, inaugurado el 21 de junio de 2017, con más de 10 mil libros en donde en la Estación central del Metropolitano se da el préstamo integran una red de acceso comunitario, gratuito y democrático a la lectura. Este servicio público coordinado por el programa "Lima Lee" para todo los limeños.